# Melanagromyza erythrinae
Melanagromyza erythrinae är en tvåvingeart som först beskrevs av Meijere 1910.  Melanagromyza erythrinae ingår i släktet Melanagromyza och familjen minerarflugor. Inga underarter finns listade i Catalogue of Life.